# Opal Tometi
Opal Tometi é uma ativista pelos direitos humanos, escritora, estrategista e organizadora comunitária dos Estados Unidos de ascendência nigeriana. É co-fundadora do Black Lives Matter. Ela foi a diretora executiva da primeira organização nacional de direitos dos imigrantes dos Estados Unidos para pessoas de ascendência africana – a Aliança Negra por Imigração Justa (BAJI).
Tometi chamou a atenção para as desigualdades raciais enfrentadas pelos negros. Antes disso, Tometi era uma organizadora comunitária em sua cidade natal, em prol dos direitos humanos. Ela participou de campanhas pelo avanço dos direitos humanos, direitos dos migrantes e justiça racial para o mundo todo.
Ela já apareceu em várias mídias, incluindo as revistas Glamour, Essence, e os canais CNN, MSNBC, e BET. Seus artigos foram publicados por múltiplos meios de comunicação, incluindo The Huffington Post e Time. Tometi continua a colaborar com comunidades em Los Angeles, Phoenix, Nova York, Oakland, Washington, D.C. e comunidades nos estados da região Sul do país.

## Vida pessoal e educação
Opal Tometi é filha de imigrantes nigerianos. Ela é a filha mais velha da família, com dois irmãos mais novos. Ela cresceu em Phoenix, Arizona, e vive agora no Brooklyn, Nova York. Ela recebeu um diploma de Bacharel em História e um mestrado em Comunicação e Advocacia pela Universidade do Arizona, em Tucson. No dia 7 de maio de 2016, ela recebeu um doutorado honorário pela Universidade Clarkson. Tometi foi Administradora de Casos para sobreviventes de violência doméstica e ainda fornece educação comunitária sobre o assunto.

## Ativismo

### Black Lives Matter
Tometi juntou-se a Patrisse Cullors e Alicia Garza para formarem o grupo Black Lives Matter. Tometi é creditada pela criação e administração da seção de mídia social do movimento.

### Aliança Negra por Imigração Justa
Antes de se tornar diretora executiva da BAJI, Tometi trabalhou como co-diretora e diretora de comunicações. Suas contribuições incluem liderar os esforços da organização do primeiro comício liderado por negros pela justiça dos imigrantes e o primeiro briefing com o Congresso sobre imigrantes negros em Washington D.C.[carece de fontes?]

## Outros
Tometi realizou discursos na Universidade de Susquehanna, durante a Conferência Observando Raça de 2012, na Cúpula de Ideias do Instituto Aspen, e no Simpósio de Tecnologia e Direitos Humanos de Grinnell. Ela já apresentou nas Nações Unidas e participou do Fórum Global das Nações Unidas sobre Migração e da Comissão da Condição Jurídica e Social da Mulher. Enquanto estava na Universidade do Arizona, Tometi participou como voluntária na União Americana pelas Liberdades Civis. Ela também está envolvida com a Negros Organizando por Liderança e Dignidade (BOLD) e é membro da Irmandade Multicultural Theta Nu Xi. 

## Reconhecimentos e prêmios
Tometi foi destacada revista Essence como uma nova líder dos direitos civis em 2014 e pela Los Angeles Times em 2013. Ela apareceu na lista da Root dos "100 Afro-americanos Mais Bem-sucedidos entre 25 e 45". Ela apareceu na lista da Cosmopolitan das "100 Mulheres Extraordinárias". Juntamente com Garza e Cullors, Tometi foi nomeada entre as "100 Mulheres do Ano" em 2013 pela Time, e no "Guia de Pensadores, Realizadores e Visionários" da Politico 50 2015. Em 2016, ela estava, ao lado das co-fundadoras do BLM, na lista da Fortune dos "Maiores Líderes do Mundo". Ela recebeu o Prêmio de Direitos Dumanos Letelier-Moffitt em 2017. Ela também foi destacada pelo Museu Nacional de História e Cultura Afro-Americana do Smithsonian (NMAAHC). Em 2018, Tometi apareceu na lista do Guardian dos "200 líderes que incorporam o trabalho de Frederick Douglass". Em 2019, juntamente com as co-autoras Alicia Garza e Patrisse Khan-Cullors, Tometi recebeu um Prêmio Literário Oakland Josephine Miles da PEN por When They Call You a Terrorist: A Black Lives Matter Memoir. Recentemente, Tometi foi destaque na capa da Time e da Guardian da Nigéria.